# Прохоренки (Тверская область)
 Прохоренки  — деревня в Жарковском муниципальном округе Тверской области.

## География
Находится в юго-западной части Тверской области на расстоянии приблизительно 3 км по прямой на запад по прямой от районного центра поселка Жарковский на правом берегу реки Межа.

## История
Деревня уже была отмечена на карте Шуберта западной части России (1826—1840 года). В 1859 году здесь (деревня Бельского уезда Смоленской губернии было учтено 3 двора. До 2022 года входила в состав ныне упразднённого Жарковского сельского поселения.

## Население
Численность населения: 32 человека (1859 год), 8 (русские 100 %) в 2002 году, 9 в 2010.